# Megumi Hinata
Megumi Hinata, nota anche con lo pseudonimo di meg rock, *mgrck, meg hinata o GUMI (...), è una cantautrice e paroliere giapponese.

## Biografia
Megumi Hinata ha iniziato ad interessarsi alla musica sin dall'infanzia, trascorsa negli Stati Uniti, dove ha iniziato a studiare pianoforte. Una volta tornata in Giappone inizia a scrivere e comporre musica.
Nel corso della sua carriera discografica, Megumi Hinata ha lavorato con vari nomi. Sotto la direzione di Kohmi Hirose, Megumi Hinata ha debuttato nel 1998 come GUMI (グミ) ed ha cantato Catch You Catch Me, la sigla d'apertura, oltre che varie image song del popolare anime Card Captor Sakura. Nel 2004 ha cambiato il proprio nome d'arte in meg rock.
Oltre alla sua carriera da solista, ha portato avanti un progetto insieme a Akimitsu Honma dal 2000 al 2001 chiamato g.e.m., ed un altro con Ritsuko Okazaki avviato nel 2002 e chiamato Melocure, terminato bruscamente nel 2004 con la morte della Okazaki. Melocure ha creato la musicaper numerosi anime come UFO Ultramaiden Valkyrie, Stratos 4 e Oku-sama wa Mahō Shōjo: Bewitched Agnes.
Come produttrice e compositrice, è conosciuta come meg rock, meg hinata o Megumi Hinata. Ha prodotto brani per numerosi cantanti, fra cui Chieko Kawabe, Nami Tamaki e Shōko Nakagawa e scritto per Kana Hanazawa il testo dell'iconico brano Renai Circulation, sigla di chiusura di Bakemonogatari.

## Discografia[2]

### Singoli
- 1998 - Catch You Catch Me / HITORIJIME (ヒトリジメ) (GUMI) - Sigla di apertura di Card Captor Sakura
- 2000 - c/w you. (g.e.m.)
- 2002 - Itoshii Kakera (愛しいかけら) (Melocure) - Sigla di apertura di UFO Ultramaiden Valkyrie
- 2003 - 1st Priority (Melocure) - Sigla di apertura di Stratos 4
- 2003 - Meguriai (めぐり逢い) (Melocure) - Sigla di apertura di UFO Ultramaiden Valkyrie
- 2005 - Baby Low Tension (ベビーローテンション) (meg rock) - Sigla di apertura di Peach Girl
- 2005 - Natsu no Mukōgawa (夏の向こう側) (Megumi Hinata) - Sigla di apertura di UFO Ultramaiden Valkyrie
- 2005 - Home & Away (ホーム＆アウェイ) (Melocure) - Sigla di apertura di Okusama ha Mahō Shōjo
- 2005 - clover (meg rock) - Sigla di apertura di SoltyRei
- 2006 - incl. (meg rock) - Sigla di chiusura di Joshikōsei GIRL'S HIGH
- 2008 - Kimi no Koto (君のこと) (meg rock)
- 2009 - Egao no Riyū (笑顔の理由) (meg rock) - Sigla di apertura di Asu no Yoichi!

### Album
- 2000 - g.e.m. (g.e.m.)
- 2004 - Melodic Hard Cure (メロディック・ハード・キュア) (in Melocure)
- 2004 - Loveboat (ラブボ) (meg rock)
- 2008 - mighty roller coaster (meg rock)
- 2011 - slight fever (meg rock)